# Syrrhopodon albo-vaginatus
Syrrhopodon albo-vaginatus är en bladmossart som beskrevs av Schwaegrichen 1824. Syrrhopodon albo-vaginatus ingår i släktet Syrrhopodon och familjen Calymperaceae. Inga underarter finns listade i Catalogue of Life.